# Cryptomarasmius
Cryptomarasmius T.S. Jenkinson & Desjardin  – rodzaj grzybów z rodziny Physalacriaceae. 

## Systematyka i nazewnictwo
Pozycja w klasyfikacji według Index Fungorum
Physalacriaceae, Agaricales, Agaricomycetidae, Agaricomycetes, Agaricomycotina, Basidiomycota, Fungi.
Synonimy
Marasmius sect. Hygrometrici Kühner.
Gatunki występujące w Polsce
- Cryptomarasmius minutus (Peck) T.S. Jenkinson & Desjardin 2014 – tzw. twardzioszek malutki

Nazwy naukowe na podstawie Index Fungorum. Nazwy polskie według Władysława Wojewody.